# Ladningsbevarelse
For et isoleret system er der altid ladningsbevarelse, hvilket vil sige, at den samlede elektriske ladning er bevaret. Ladningsbevarelse blev første gang foreslået af William Watson i 1746 og Benjamin Franklin i 1747, selvom det først blev overbevisende demonstreret af Michael Faraday i 1843.
Det er muligt at skabe ladning, men kun lige store mængder af positiv og negativ ladning, således at den totale ladningsmængde ikke ændres. Dette ses for eksempel under pardannelse hvor en elektron og en positron dannes på en gang. Ladning kan også destrueres, men kun lige store mængder af positiv og negativ ladning. Dette ses under Annihilation som er den omvendte proces af pardannelse.